# Road Trip Adventure
Pour les articles homonymes, voir Road trip (homonymie).
Road Trip Adventure (Choro Q HG2) est un jeu vidéo sorti sur PlayStation 2 en 2003 en Europe (2002 aux États-Unis et au Japon). Il a été développé par Takara et édité par Play It en Europe et par Conspiracy Entertainment aux États-Unis.
Il est basé sur la licence de jouets Choro Q.

## Synopsis
Dans un monde ouvert et libre, au graphisme simple, le héros, qui est incarné par une voiture (un peu comme dans le dessin animé Cars de Pixar), rêve de devenir le président de son île. Pour cela, elle doit se rendre de ville en ville afin de remporter des courses pour gagner de l'argent et ainsi débloquer/acheter  des pièces pour améliorer sa voiture, et pouvoir ainsi affronter le président et gagner contre lui.

## Système de jeu
Le joueur incarne une voiture de base sur laquelle il pourra améliorer divers accessoires comme le moteur, les pneus,...
Pour gagner de l'argent, le joueur devra gagner trois des courses disponibles par ville. Ainsi, il aura l'argent nécessaire pour améliorer sa voiture ou la personnaliser. 
Les différentes villes parcourues se trouvent dans des environnements différents, tels que la montagne, la ville, le désert… ayant chacun une ville différente s'inspirant, plus ou moins, de vraies agglomérations comme Las Vegas, une ville moyenâgeuse japonaise, une ville de western… De plus il existe deux villes cachées, une sur une île et une dans les nuages, ayant aussi leurs propres courses.
Au-delà des courses, le joueur rencontrera d'autres voitures lui demandant d'accomplir des missions, de résoudre des énigmes ou de les affronter dans des défis de course.
Il aura aussi l'occasion de trouver deux coéquipiers pour les courses et des habitants pour la ville que l'on construit.
Le jeu est composé de 200 courses et d'une vingtaine de mini-jeux (football, labyrinthes, roulette de casino...). Les voitures peuvent être modifiées via plus d'une centaine d'accessoires, allant de la carrosserie aux pièces moteur. Bien que n'ayant pas les licences, il est tout de même aisé de reconnaître les modèles de véhicule (Hummer, Subaru, Ford...). De plus, les voitures disponibles vont de la voiture familiale à la sportive, aux camions et même jusqu'à des formes fantaisistes comme une soucoupe volante.

## Critiques
Malgré cela, le jeu n'a pas été plébiscité à cause de ses graphismes jugés trop simplistes et de sa mauvaise traduction. D'ailleurs, le site Jeuxvideo.com lui a donné la note de 1 sur 20.
Pourtant, en faisant abstraction des graphismes simples, il permet de se promener sur une carte ouverte aux villes et paysages diversifiés, afin de participer à de nombreuses courses ou épreuves, et d'y rencontrer d'autres véhicules pour former une équipe de trois véhicules afin de participer aux courses en équipes ou aux mini-jeux, comme aux foot par exemple.